# Sofo Chalvašiová
Sofo Chalvašiová (gruzínsky სოფო ხალვაში, Sofo Chalvaši), též známá jen jako Sofo (* 31. května 1986 Batumi) je gruzínská zpěvačka a hudebnice lazského původu. Vešla ve známost jako historicky první zástupkyně Gruzie na Eurovision Song Contest, které se zúčastila v roce 2007 v Helsinkách. S písní „Visionary Dream“ obsadila 12. místo.

## Biografie

### Počátky
Sofo začala zpívat ve věku tří let. Od dětství navštěvovala hudební školu v rodném Batumi, kde studovala vyjma zpěvu také hru na klavír a hoboj. V dospívání zvítězila v řadě pěveckých i klavírních soutěží.

### Profesionální kariéra a Eurovize (2006–)
V roce 2006 obsadila třetí místo na soutěži mladých talentů New Wave v lotyšské Jūrmale. Po návratu do Gruzie obdržela nabídku moderovat lokální televizní talentovou soutěž.
V prosinci 2006 byla interně vybrána gruzínskou veřejnoprávní televizí jako vůbec první zástupce země na Eurovision Song Contest. V národním kole představila pět písní, z nichž vítězný singl „My Story“ (název později změněn na „Visionary Dream“) obdržel 51 % diváckých hlasů.
10. května 2007 Sofo vystoupila v semifinále Eurovize v Helsinkách, odkud postoupila do finále. Tam o dva dny obsadila 12. místo se ziskem 97 bodů (maximální ohodnocení 12 bodů Gruzie obdržela z Litvy, Česko odevzdalo 1 bod).
Při příležitosti vystoupení na Eurovizi Sofo v Londýně nahrála debutové promo album Visionary Dream.

## Osobní život
Sofo je vdaná a má dvě dcery.